# Òrbita de Lissajous

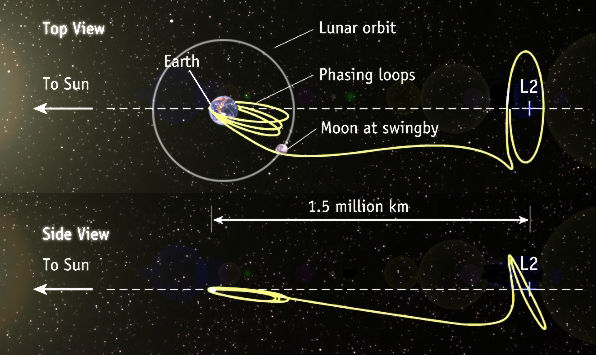
Òrbita de Lissajous al voltant de L₂

En astrodinàmica, una òrbita de Lissajous és una trajectòria tridimensional i quasi periòdica que un cos pot seguir al voltant d'un punt de Lagrange. S'anomenen òrbites de Lissajous a causa de la seva similitud amb les corbes de Lissajous, estudiades per Jules Antoine Lissajous el 1857. Aquest tipus d'òrbites formen part d'un conjunt més gran d'òrbites al voltant de punts de Lagrange entre les quals s'inclouen les òrbites de Liapunov i les òrbites d'halo.
Les òrbites de Lissajous es poden caracteritzar amb tan sols dos paràmetres. Generalment s'escullen l'amplitud fora del pla de l'òrbita dels dos cossos majors, i una de les dues amplituds en el pla. L'altra amplitud queda ja determinada per les dues anteriors.
A la pràctica, qualsevol òrbita al voltant dels punts lagrangians L1, L2 o L3 és dinàmicament inestable, la qual cosa significa que les petites desviacions de l'equilibri creixen amb el temps. Com a resultat, les naus espacials en aquestes òrbites puntuals lagrangianes han d'utilitzar els seus sistemes de propulsió per mantenir l'estació orbital. Tot i que no són perfectament estables, un modest esforç de manteniment de l'estació manté una nau espacial en l'òrbita desitjada de Lissajous durant molt de temps.
En absència d'altres influències, les òrbites al voltant dels punts lagrangians L4 i L5 són dinàmicament estables sempre que la relació de les masses dels dos objectes principals sigui superior a uns 25. La dinàmica natural manté la nau espacial (o cos celeste natural) a les proximitats del punt Lagrangià sense utilitzar un sistema de propulsió, fins i tot quan està lleugerament pertorbada per l'equilibri.[3] Tanmateix, aquestes òrbites poden ser desestabilitzades per altres objectes massius propers. Per exemple, les òrbites al voltant dels punts L4 i L5 del sistema Terra-Lluna poden durar només uns quants milions d'anys en comptes de milers de milions a causa de les pertorbacions dels planetes.

## Satèl·lits en òrbites d'halo
- Advanced Composition Explorer (ACE) Llançat el 1997. Punt de Lagrange L1 del sistema Terra-Sol.
- Wilkinson Microwave Anisotropy Probe (WMAP) Llançat el 2001. Punt de Lagrange L₂ del sistema Terra-Sol.
- Genesis Llançat el 2001. Punt de Lagrange L1 del sistema Terra-Sol.
- Herschel Space Observatory Llançat el 2009 (amb Planck). Punt de Lagrange L₂ del sistema Terra-Sol.
- Planck Llançat el 2009 (amb Herschel). Punt de Lagrange L₂ del sistema Terra-Sol.